# Warner Bros. Ranch
Il Warner Bros. Ranch si trova al 411 North Hollywood Way a Burbank, in California, ed era precedentemente chiamato Columbia Ranch. È stato lo sfondo per molti dei film della Columbia Pictures e dei programmi televisivi Screen Gems / Columbia Pictures, tra cui Papà ha ragione, The Donna Reed Show, Dennis the Menace, Hazel, Vita da strega, Gidget, Strega per amore, I Monkees, The Flying Nun, Arrivano le spose, La famiglia Partridge, The Hathaways, Una famiglia americana, Lost Horizon, High Mezzogiorno di fuoco, È arrivata la felicità, Non sei mai stata così bella, Arma letale (serie di film), National Lampoon's Christmas Vacation - Un Natale esplosivo!, WandaVision, Il selvaggio, Missione compiuta stop. Bacioni Matt Helm e Foglie d'autunno. Furono costruite solo le facciate anteriori delle case e degli edifici; gli interni sono stati sempre girati in altri luoghi o studi. Le strade sono state costruite e disposte in modo tale da consentire riprese da più angolazioni per creare l'illusione di un'area molto più ampia, sebbene il lotto si estenda solo su circa sei isolati.

## Storia
Il ranch iniziò la sua attività nel 1934, su un lotto di 40 acri (160 000 m²) acquistato da Harry Cohn capo della Columbia Pictures Corporation. Lo studio, con il quartier generale situato a Sunset & Gower, a Hollywood, ha realizzato numerosi film, ma doveva affittare i backlots degli studi cinematografici vicini per le riprese all'aperto a causa della mancanza di spazio nel proprio lotto sul Sunset. Alla fine del 1934 questo problema fu risolto dalla Columbia con l'acquisto di questo lotto di 40 acri (160 000 m²) a Burbank, all'angolo tra Hollywood Way e Oak Street, in quella che si dice fosse la Burbank Motion Pictures Stables. Era il perfetto ranch per i film dato che il paesaggio circostante era ancora abbastanza rurale da poter essere usato come lo studio aveva bisogno.

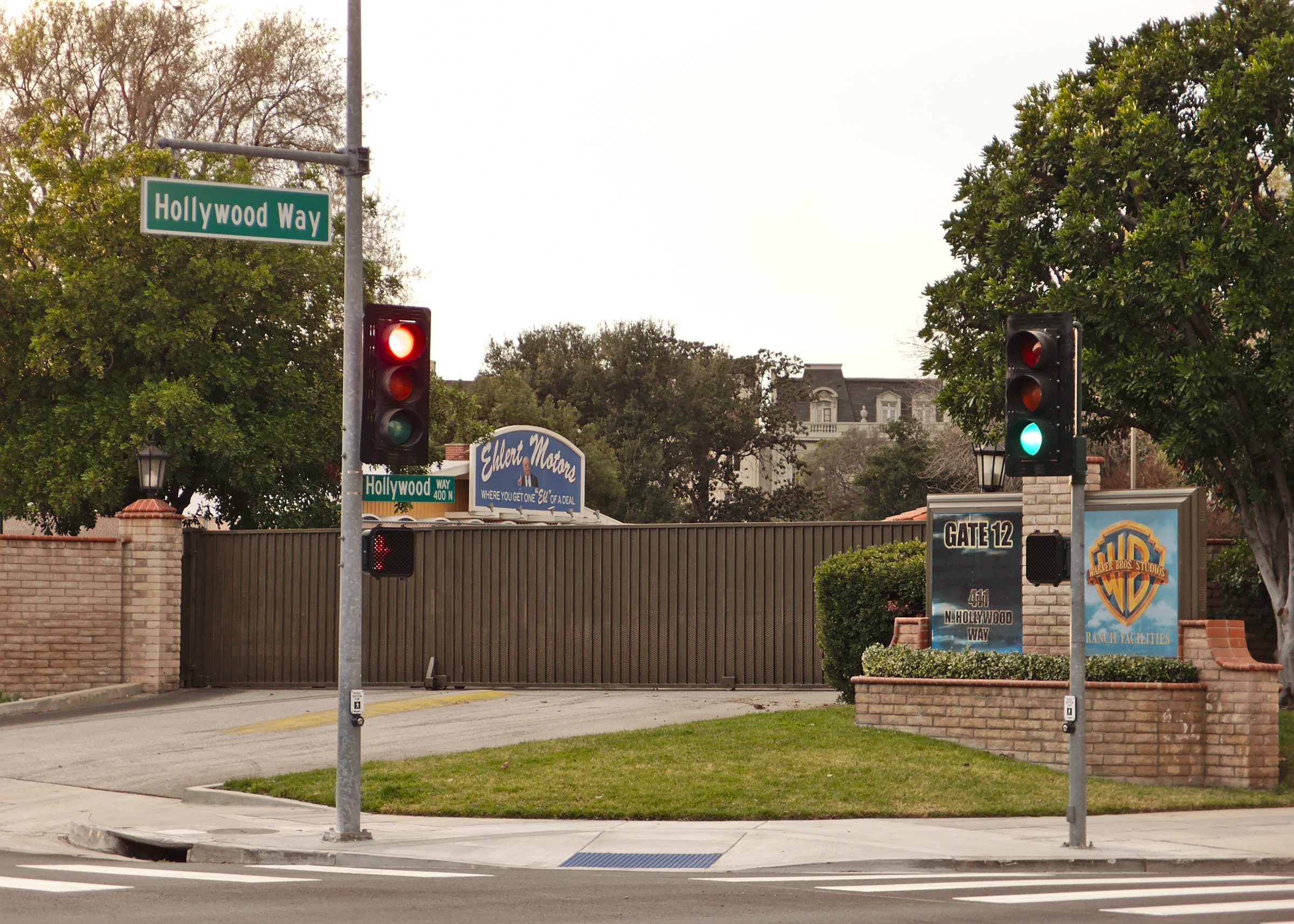
Gate 12 del lotto nel 2015

La Columbia Pictures ha utilizzato il ranch come sfondo per quasi tutte le sue scene all'aperto. Molte serie TV come l'originale Batman, Superman, Captain Midnight, Blondie e I tre marmittoni sono stati girati nel lotto. Negli anni '60, il ranch era a pieno regime. Non solo i film venivano qui girati regolarmente, ma la divisione televisiva della Columbia (Screen Gems) usava il ranch per filmare i propri show.
Nel 1970 un incendio catastrofico distrusse un quarto del lotto. Metà del set Western, il set Coloniale/Europeo e parti di Blondie street sono andate distrutte dal fuoco, inclusa la casa di Blondie (che è stata usata anche come casa di Father Knows Best). Sebbene ricostruito rapidamente, due ulteriori incendi distrussero gran parte di originale che era rimasto al Ranch, tra cui New York Street, Modern Street e metà delle case a schiera di Boston.
Verso la metà del 1972, la Columbia e la Warner Bros. unirono le forze per combattere i problemi finanziari incontrati da ciascuno e si fusero sotto il nome di The Burbank Studios. Così il ranch è diventato un "back-backlot", poiché la Warner Bros aveva già un enorme studio cinematografico.
Nel 1990, la Columbia Pictures trasferì i suoi stabilimenti di produzione nello storico lotto Metro-Goldwyn-Mayer a Culver City. Di conseguenza, la Warner Bros. acquisì la proprietà del lotto e lo ribattezzò Warner Ranch. Il ranch, che ora contiene palcoscenici aggiuntivi, rimase e rimarrà completamente in uso fino al 2023 anno della sua prevista trasformazione.
La sua fontana permanente nel parco centrale, costruita intorno al 1935, può essere vista nei titoli di testa di Friends, così come in Hocus Pocus, nel 1776, il musical, nella scena "The Lees of Old Virginia"; e vari programmi televisivi a partire dagli anni '60.
Da metà 2019 la fontana è stata spostata ai WB Studios e inserita come parte del tour di visita.
A partire dal 2007 il ranch è anche sede della Warner Bros. Animation.
Il 15 aprile 2019, è stato annunciato che la Warner Bros. venderà la proprietà del ranch al Worthe Real Estate Group e Stockbridge Real Estate Fund. L'accordo formalizzato a ottobre 2021 riguarda la cessione del ranch entro il 2023, per provvedere alla completa ristrutturazione entro il 2025 con un investimento di 500 milioni di dollari da parte del Worthe Real Estate Group. Tale ristrutturazione trasformerà l'area del ranch con la costruzione di 16 nuovi "soundstage", che si aggiungeranno ai 32 già presenti nell'area dei Warner Studios, altre strutture di supporto, 30.000 m² di nuovi uffici e un parcheggio multipiano. Il tutto sarà affittato e utilizzato sempre dalla Warner Bros. e rientra nel più ampio accordo immobiliare che comprende anche la costruzione dei nuovi uffici presso i Burbank Studios progettati da Frank Gehry e completati nel 2023 anno in cui gli studios acquisiscono anche l'intera proprietà dei The Burbank Studios, in West Alamedia Avenue, giusto in tempo per celebrazione del suo centesimo anniversario.